# Tonnie Cusell
Tonnie Cusell Lilipaly (Amsterdam, 4 februari 1983) is een voormalig Indonesisch-Nederlands profvoetballer van Molukse afkomst, die als aanvaller of aanvallende middenvelder speelde. Als international kwam Cusell uit voor het Indonesisch voetbalelftal.

## Biografie
Cusell speelde in Nederland in het seizoen 2006/07 in de belofte team van RKC Waalwijk. Van 2011 tot 2013 speelde hij voor GVVV in de Topklasse. In 2014 speelde hij kort in Indonesië voor PS Barito Putera. Hij stopte medio 2016 met voetballen.
Omdat hij van Moluks komaf is, kwam Cusell in aanmerking voor het Indonesisch voetbalelftal. Hij werd opgenomen in de selectie voor de AFF Suzuki Cup 2012 en debuteerde op 14 november 2012 in de vriendschappelijke voorbereidingswedstrijd Oost-Timor.
Tonnie Cusell is de neef van Stefano Lilipaly, die eveneens voetballer is. Ook speelde Cusell diverse officieuze wedstrijden voor het Moluks voetbalelftal.
Na zijn spelersloopbaan bleef hij actief binnen het voetbal als trainer, mentor en teammanager.